# Hierzuland
Hierzuland ist eine seit dem 31. August 1998 täglich im SWR Fernsehen ausgestrahlte Sendereihe innerhalb der Landesschau Rheinland-Pfalz. Die jeweiligen Sendungen sind etwa sechs Minuten lang. In jeder Episode wird ein Ort in Rheinland-Pfalz kurz porträtiert. Meist wird dabei auf außergewöhnliche Einwohner, spezielle Gruppen und Vereine des Ortes eingegangen.
Der erste Ort war Rhodt unter Rietburg.

## Folgen
Ursprünglich waren 2306 Folgen zu den politisch selbständigen Städten und Gemeinden in Rheinland-Pfalz möglich, siehe hierzu auch: Kategorie:Gemeinde in Rheinland-Pfalz. Bisher sind aber schon über 2500 Ortsporträts entstanden. Dies kommt daher, dass teilweise Orte mehrfach im Laufe der Zeit besucht oder auch Sendungen über nicht selbständige Orts- und Stadtteile gedreht wurden. Nachdem jede Gemeinde porträtiert wurde, ist die Sendereihe dazu übergegangen, über einzelne Straßen in den Orten ein entsprechendes Porträt zu bringen.